# Hexatoma multiguttula
Hexatoma multiguttula är en tvåvingeart som beskrevs av Alexander 1939. Hexatoma multiguttula ingår i släktet Hexatoma och familjen småharkrankar. Inga underarter finns listade i Catalogue of Life.